# Afonso de Castelo Branco

Autógrafo de D. Afonso de Castelo Branco (Biblioteca Nacional de Portugal)

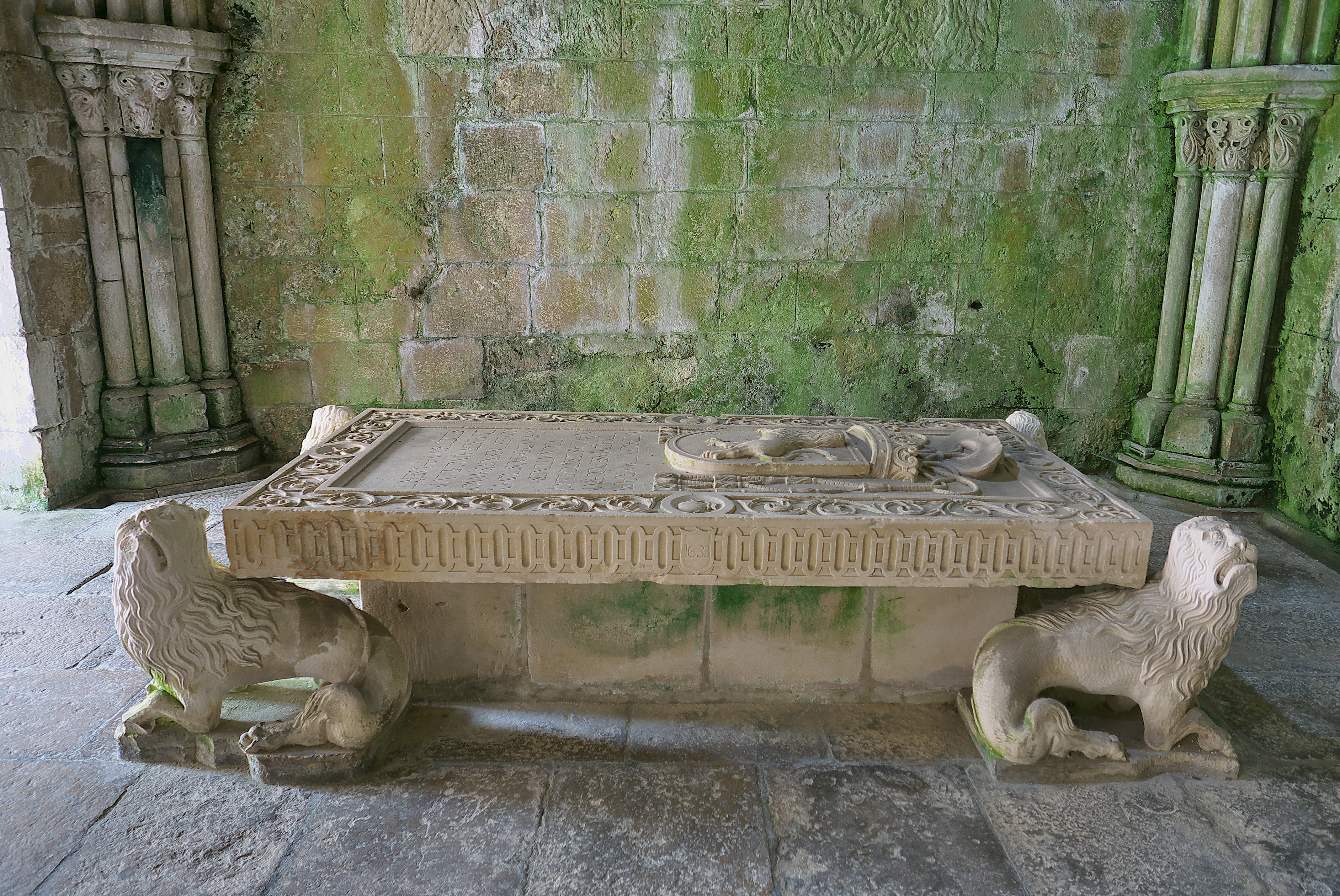
Túmulo de D. Afonso de Castelo Branco, na Sé Velha de Coimbra

Afonso de Castelo Branco (Santiago do Cacém, 1522 - Coimbra, 12 de Maio de 1615) foi um prelado português.

## Biografia
D. Afonso de Castelo Branco era filho sacrílego de D. António de Castelo Branco, Deão da Capela Real, e de Guiomar Dias, e neto paterno de D. Martinho de Castelo Branco, 2.º Senhor de juro e herdade e 1.º Conde de Vila Nova de Portimão, e de sua mulher Mécia de Noronha.
Doutor em Teologia pela Faculdade de Teologia da Universidade de Coimbra.
O Cardeal-Infante D. Henrique de Portugal, então 1.° e 3.° Arcebispo de Évora, nomeou-o Arcediago de Penela e seu Esmoler e Capelão-Mor.
Foi 35.º Bispo do Algarve, 2.º em Faro, em 1581, e 41.º Bispo de Coimbra - 6.º Conde de Arganil de juro e herdade em 1585, sendo a sua acção muito notável. Erigiu em Faro o Palácio Episcopal de Faro e a Casa da Misericórdia, mandou reconstruir a respectiva Igreja da Misericórdia, para instalação da Irmandade, no ano de 1583, e, em Coimbra, reedificou o Palácio Episcopal de Coimbra da sua residência, o Convento de Freires de Santo Agostinho em 1593, ergueu a Igreja dos Jesuítas em 1598, hoje Sé Nova de Coimbra, e fundou, também, o Convento dos Carmelitas Descalços em 1606. Ainda fez o Coro e outras obras no Mosteiro de Celas. Nesta cidade, reuniu um Concílio Diocesano em 1591, que aprovou as Constituições Sinodais por ele instituídas.
Em 1603 foi nomeado 5.° Vice-Rei de Portugal por D. Filipe II de Portugal, exonerando-se do cargo no mesmo ano, e em 1604 foi novamente nomeado 7.° Vice-Rei de Portugal pelo mesmo Rei até 24 de Maio de 1605.
Foi, ainda, Professor do Real Colégio de São Paulo e Deputado da Mesa da Consciência e Ordens e Comissário da Bula da Santa Cruzada.
Praticando largamente a caridade, foi, também, conhecido pelo nome de Bispo-Esmoler, tendo sido um dos que mais contribuíram para que o Túmulo da Rainha Santa Isabel fosse de prata, deixando, por sua morte, 30.000 cruzados para a Canonização da Rainha Santa Isabel e 20.000 cruzados para reparação de estradas coimbrãs, além de grandes legados para o Hospital e a Santa Casa da Misericórdia de Coimbra.
Deixou manuscritos vários sermões, pastorais, etc.
Protegeu grandemente homens de letras, imprimindo-lhes as obras, como fez a D. Diogo Soares de Santa Maria, Bispo Sagiense em França, a Lippomano em Itália, a Baronio, etc.
Está sepultado na Sé Velha de Coimbra.